# Коваленко, Павел Васильевич (Герой Советского Союза)
Павел Васильевич Коваленко (1917—1949) — капитан Советской Армии, участник Великой Отечественной войны, Герой Советского Союза (1945).

## Биография
Павел Коваленко родился 11 февраля 1917 года в селе Явленка (ныне — Есильский район Северо-Казахстанской области Казахстана). Рано остался без родителей, рос в детском доме. С 14 лет работал учеником слесаря, шофёром в пожарной части, мотористом на железной дороге в городе Сватово (ныне — Луганская область Украины). В 1941 году Коваленко был призван на службу в Рабоче-крестьянскую Красную Армию. С того же года — на фронтах Великой Отечественной войны. Участвовал в боях в Белорусской ССР в 1941 году, битве за Москву. В 1942 году Коваленко окончил курсы младших лейтенантов.
К июню 1944 года старший лейтенант Павел Коваленко командовал миномётным взводом 878-го стрелкового полка 290-й стрелковой дивизии 50-й армии 2-го Белорусского фронта. Отличился во время освобождения Могилёва. 28 июня 1944 года Коваленко вместе с группой миномётчиков вышел к окраине Могилёва. Противник предпринял контратаку превосходящими в пять раз силами, но взвод Коваленко успешно держал оборону. Когда миномётчики израсходовали мины, они, выйдя в тыл противника, захватили немецкую батарею 122-миллиметровых миномётов и продолжили сражаться до подхода основных сил.
Указом Президиума Верховного Совета СССР от 24 марта 1945 года за «образцовое выполнение боевых заданий командования на фронте борьбы с немецкими захватчиками и проявленные при этом мужество и героизм» старший лейтенант Павел Коваленко был удостоен высокого звания Героя Советского Союза с вручением ордена Ленина и медали «Золотая Звезда» за номером 7198.
За время своего участия в войне Коваленко 11 раз был ранен и 1 раз контужен. В 1946 году в звании капитана он был уволен в запас. Проживал в Сватово. Скоропостижно скончался от последствий полученных в боях ранений 24 августа 1949 года. Похоронен на площади 1 мая в центре Сватово.
Был также награждён орденами Красного Знамени, Александра Невского, Отечественной войны 1-й и 2-й степеней, Красной Звезды, рядом медалей.
В честь Коваленко названа улица в Сватово.